# Casa-fàbrica Català-Amigó
La casa-fàbrica Català-Amigó és un edifici de planta baixa, entresol i tres pisos situat al carrer de les Basses de Sant Pere, 3 i plaça de Marquilles, 6 de Barcelona, catalogat com a bé amb elements d'interès (categoria C).

## Història

### Fàbrica Isidre Català, Llorens i Cia
El 1760, els cònjuges Pau Salabert i Raimonda Canyadó i Tàpies van establir en emfiteusi al tintorer de seda Eudald Llorens unes cases a la vora del Rec Comtal (actualment carrer de les Basses de Sant Pere) i al costat de la placeta de Marquilles, que incloïen un obrador de tintorer de draps de llana. El 1762, es va constituir la societat Isidre Català, Llorens i Cia, dedicada la fabricació d'indianes i sota el patrocini de Sant Llorenç, amb un capital de 26.000 lliures. Els seus socis eren el teixidor de seda o «veler» Isidre Català (o Cathalà) i Vives, Gertrudis Vinyes (vídua d'Eudald Llorens), el botiguer de teles Anton de Gispert, el veler Nicolau Sivilla, el comerciant Joan Aran i l'estampador d'indianes Pau Illa. La vídua Gertrudis hi va aportar un prat d'indianes a Sant Martí de Provençals, recentment adquirit.
El 1768, el guardasiller (daurador i estampador de cuir) Gaietà Llaró i Vinyes, tutor dels menors d'Eudald Llorens, es retirà del negoci, i la societat passà a dir-se Isidre Català i Cia, que aquell mateix any ocupà un altre edifici a l'altra banda de la plaça de Marquilles, davant el garbellador dels Molins de Sant Pere. El 1769, Gaietà Llaró va comprar una botiga contigua a Maria Negre, el garbellador Jaume Andarió i la seva esposa Eulàlia Castellvell, i el 1778, Eudald Llorens i Vinyes, aleshores major d'edat, va vendre la propietat a Isidre Català, Anton de Gispert i Nicolau Sivilla. El 1779, Català va demanar permís per a obrir una finestra cap a la plaça de Marquilles per a donar llum als teixidors que hi treballaven, i novament el 1784 per a obrir-hi dues finestres més. Va morir el 1788, i Nicolau Sivilla se'n feu càrrec de l'administració fins a la seva mort el 1799. El 1800, Francesc de Gispert i Augirot (fill d'Antoni), Maria Àngela Pujol (vídua d'Isidre Català), el seu fill Josep Català i Pujol, i Isabel Arimon (vídua de Nicolau Sivilla) encomanaren la gestió de la fàbrica a Josep Dalmau i Cia.

### Fàbrica Josep Amigó i Cia
Tanmateix, els efectes econòmics de la guerra amb Anglaterra van fer decidir als socis el cessament de les activitats el 1801, i l'any següent, la fàbrica fou liquidada i l'edifici de la banda de mar de la plaça de Marquilles venut a Josep Amigó i Vilarrúbias, en nom de la raó social Josep Amigó i Cia, que aleshores tenia una fàbrica d'indianes al carrer de Sant Pere Més Baix. Tot seguit, Amigó va demanar permís per a reconstruir la casa-fàbrica segons el plànol de l'arquitecte Jaume Esteve. Segons la carta de pagament, les obres foren encarregades al mestre de cases Josep Fiter (que donà el vistiplau al projecte com a mestre d'obres municipal) i al fuster Joan Pou, i s'efectuaren entre el 15 de novembre del 1802 i el 29 de maig del 1803. El 1829, la fàbrica figurava al Padró General amb tres taules d'estampar, i el 1833, Amigo n'assolí la plena propietat.
El 1845, va tornar a posar en lloguer el seu prat de blanqueig, després d'haver conclòs l'arrendament a Domènec Serra.

### Magatzem de teixits de Francesc Tous i Soler
El 1847, les seves filles Manuela i Maria Amigó i Fages (o Faiges) van vendre la propietat a Francesc Tous i Soler, que va encarregar-ne la reforma al mestre d'obres Jaume Feliu i Castelló i hi va establir el seu magatzem de teixits. També hi havia el del seu cunyat, el fabricant de paper de La Pobla de Claramunt Bartomeu Costas, casat amb Maria Teresa Tous i Soler. Posteriorment, hi hagué el despatx de la societat Tous, Guixà i Cia, que tenia una fàbrica de filats i teixits de cotó a Sant Quirze de Besora.
A principis del segle xx, els baixos eren ocupats pel cine Moderno.

### Rehabilitació
Entre el 2010 i el 2011, l'empresa mixta Foment de Ciutat Vella SA (FOCIVESA) va reformar l'edifici per a acollir habitatges socials i un centre de dia per a gent gran, conservant-ne únicament la façana. Arran de les obres s'hi va efectuar una intervenció arqueològica que va posar de manifest les restes d'una antiga adoberia de pells, en funcionament des de finals del segle xiii fins al xvi.

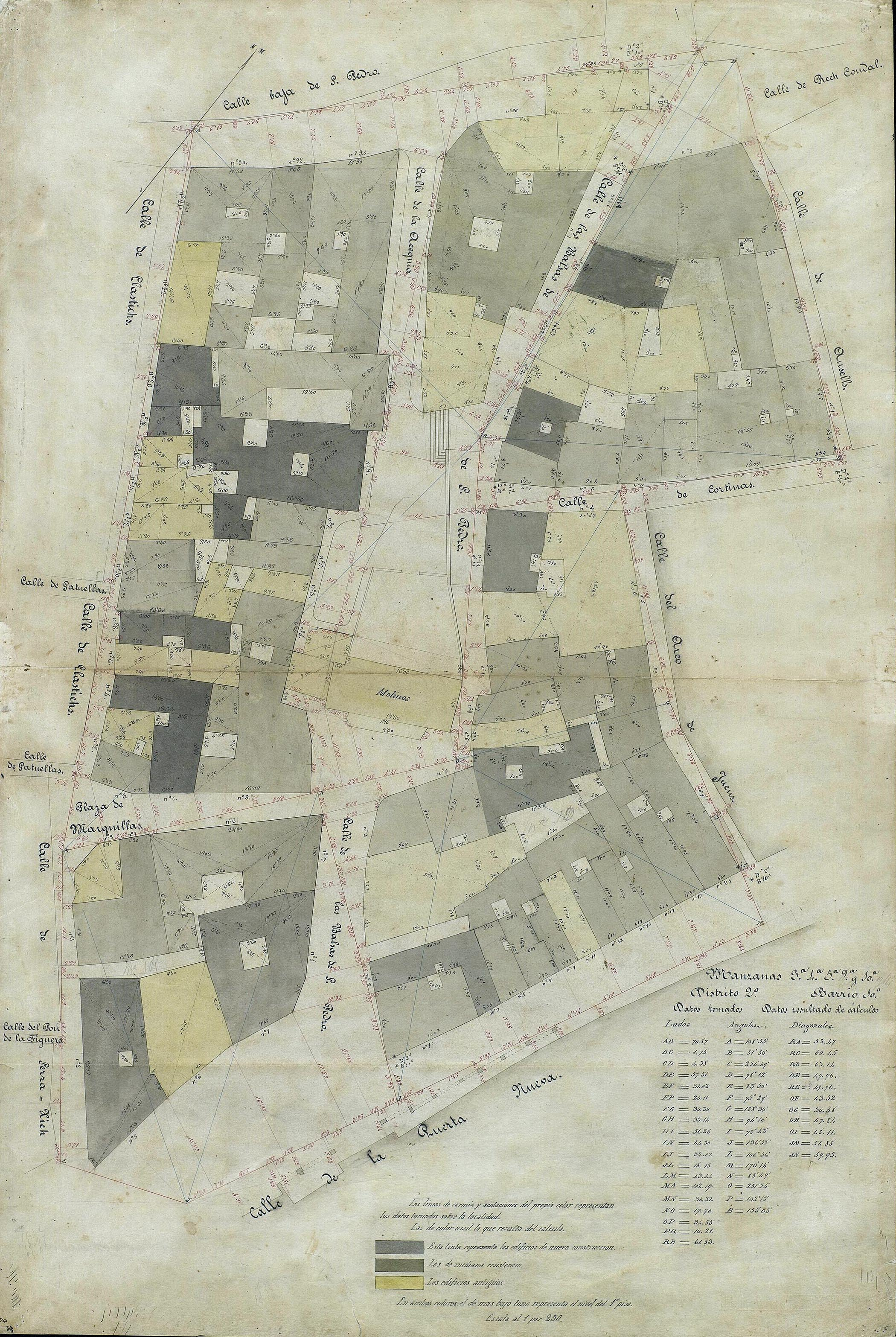
Quarteró num. 37 de Garriga i Roca (c. 1860)